# Садиба Кузнецових
Садиба Кузнецових — архітектурна пам'ятка, що розташована у селі Степанівка, Одеський район Одеської області.
Садиба належала відомому художнику Миколі Кузнецову та його родині. Одружившись на простій дівчині Ганні, відомий художник переїхав до села Степанівка (тоді Одеського повіту), де і облаштував художню майстерню. Цю садибу навідало багато відомих людей, такі як Валентин Сєров, Киріак Костанді, Леонід Пастернак, Ілля Мечников, Олександр Купрін, Ілля Рєпін, Федір Шаляпін, Михайло Врубель, Павло Третьяков, Франтішек Ондржичек. Художник не сприйняв Радянську владу і в 1920-х роках емігрував до Хорватії, а в приміщенні його садиби було відкрито магнітну обсерваторію.

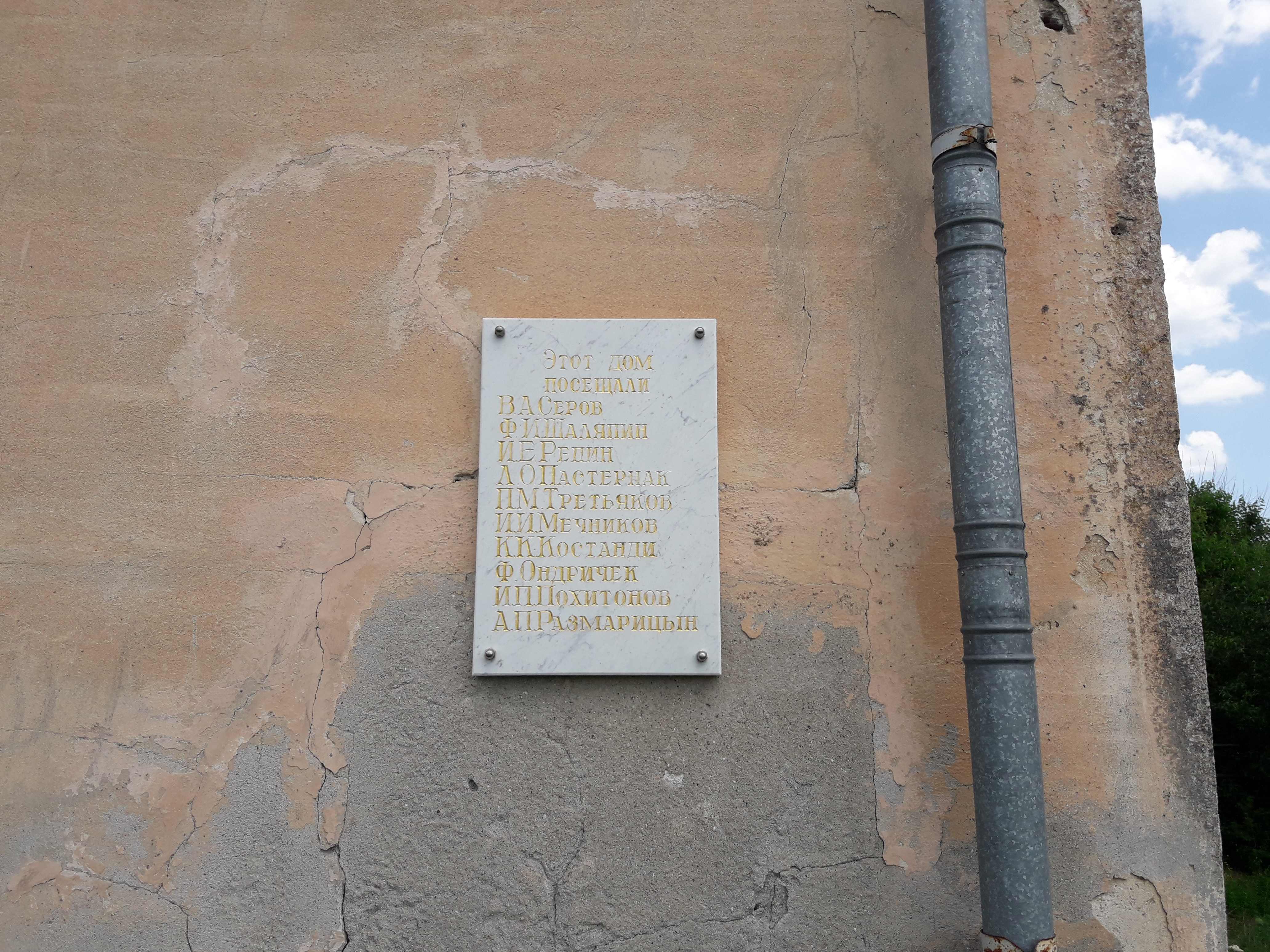
Меморіальна табличка на стіні садиби

На даний момент у приміщенні садиби розміщене відділення Інституту геофізики. На території комплексу, крім самої садиби, збереглися інші старі будови, такі як старий погріб для збереження продуктів. На даний момент ця історико-архітектурна пам'ятка активно розвивається як туристичний об'єкт. На території комплексу діє Музей родини Кузнецова, навколо нього розвивається база активного відпочинку «Акуна Матата».

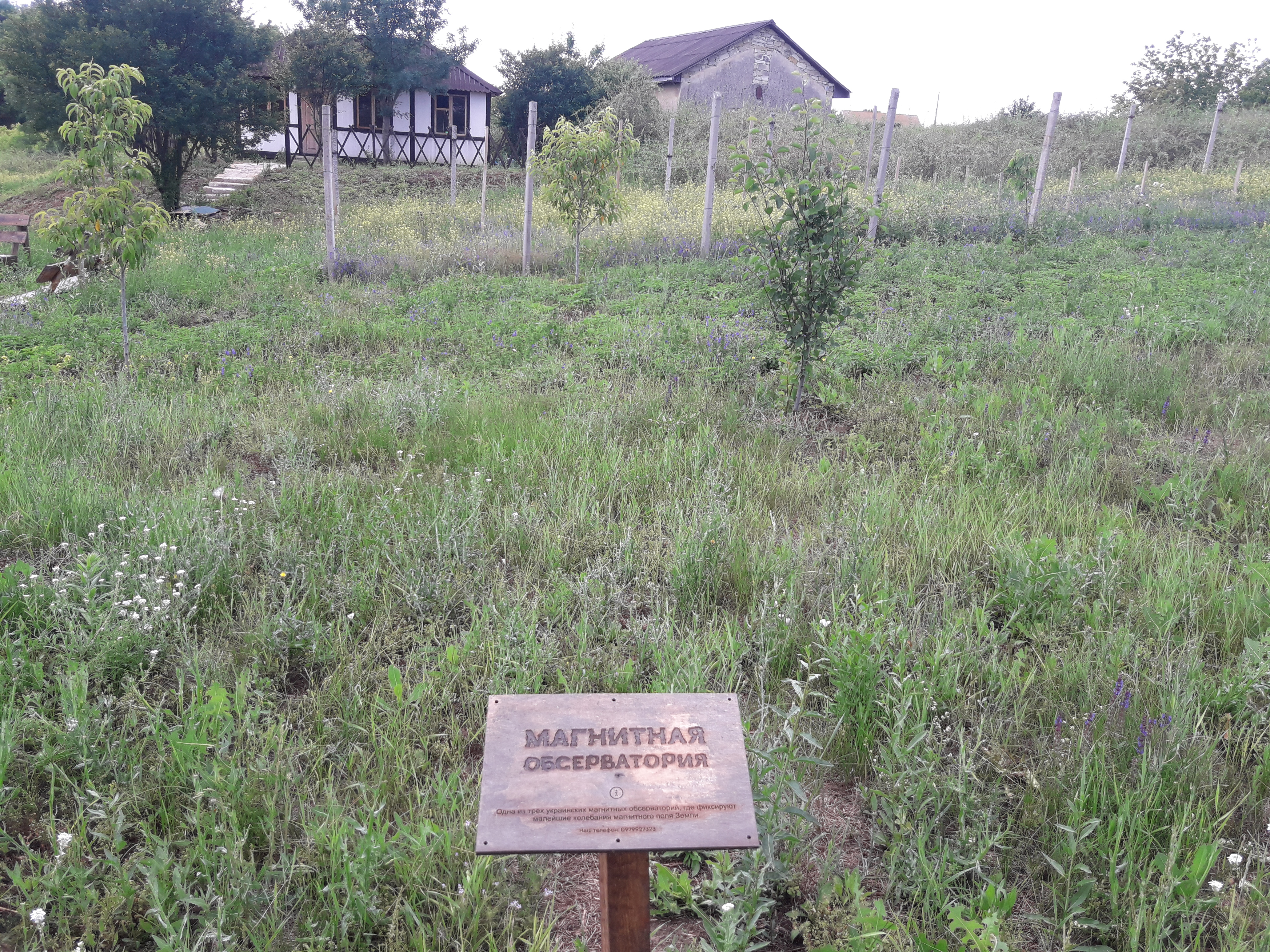
Магнітна обсерваторія, що діє на території комплексу